# カラブラク
座標: 北緯43度18分 東経44度54分 / 北緯43.300度 東経44.900度
カラブラク（ロシア語: Карабулак, ラテン文字表記の例: Karabulak、イングーシ語: Илдарха-ГIaла）はロシア連邦の北カフカーズにあるイングーシ共和国の都市。人口は4万3037人（2021年）。同名の町（Karabulak, Qarabulaq）はアゼルバイジャンやカザフスタンなど各地にある。
カフカス山脈の北縁にあり、テレク川の支流スンジャ川（Sunzha）に沿う。首都マガスからは北東へ20キロメートル。化学工場などを有する。ベスラン＝グロズヌイ＝グデルメス間の鉄道、およびロストフ＝ナ＝ドヌからバクーへ向かう連邦高速道路M29が走るが、チェチェン紛争以来鉄道の運転は通常行われていない。

## 歴史
テレク・コサックのスタニツァ（集落）であるカラブラクスカヤ（Карабулакская）は1800年代に誕生した。1894年に開業した鉄道により発展し始める。
市の地位を得たのは1995年になってからである。この時期はチェチェン共和国からの難民が流入して市の人口が増え始めていた時期であり、1990年代に人口は3倍になった。